# 耶律有尚
耶律 有尚（やりつ ゆうしょう、 太宗7年（1235年） - 延祐7年12月20日（1321年1月18日））は、大元ウルスに仕えた官僚。字は伯強。

## 概要
耶律有尚はキタイ帝国（遼）初代皇帝耶律阿保機の長男の東丹王耶律突欲の十世の孫にあたり、初期モンゴル帝国の官僚として著名になった耶律楚材の次兄の耶律善才の孫で耶律鈞の子。有尚は儒学者として著名な許衡に師事してその高弟となり、至元8年（1271年）に中書左丞を辞めて集賢大学士となると、モンゴル貴族の教育の手助けをした。至元10年（1273年）、許衡が一時辞任して郷里に帰るとその職を受け継ぎ、ついで秘書監丞となり薊州に赴いた。
その後、有尚が退去した後国学が廃れたとの意見があり、皇太子チンキムに呼び戻された。当初は学館がまだ建設されておらず、師弟は民家に間借りして学問を行ったが、至元24年（1287年）に学舎が建設されるとともに国子監も設置され、広く弟子が集められた。有尚の働きによって儒風は広まったものの、至元27年（1290年）に親が年老いたことを理由に有尚は辞職した。
クビライが死去してオルジェイトゥ・カアン（成宗テムル）が即位すると、有尚は再び集賢学士に任じられた。大徳8年（1304年）、父の葬儀のため一時郷里に帰るも、再三の辞退にもかかわらず同職に復帰した。年老いてからようやく辞任を許されると朝廷から邸宅を賜り、延祐7年12月（1321年1月）に86歳にして亡くなった。

## 家族

### 祖父
- 耶律善才（1172年 - 1232年）：金の都水監使、耶律楚材の次兄

### 父
- 耶律鈞：元の東平路工匠長官

### 子
- 耶律楷：元の奉訓大夫、鄧州知州、生母・伯徳氏
- 耶律朴：元の太常礼儀院奉礼郎、生母・伯徳氏
- 耶律権：元の江南湖北道粛政廉訪司僉事、生母・伯徳氏
- 耶律栝：元の陝西行省宣使、生母・不詳
- 耶律検：元の将士佐郎、広源庫知事、生母・不詳